# St. Silvester (Neu-Lohn)

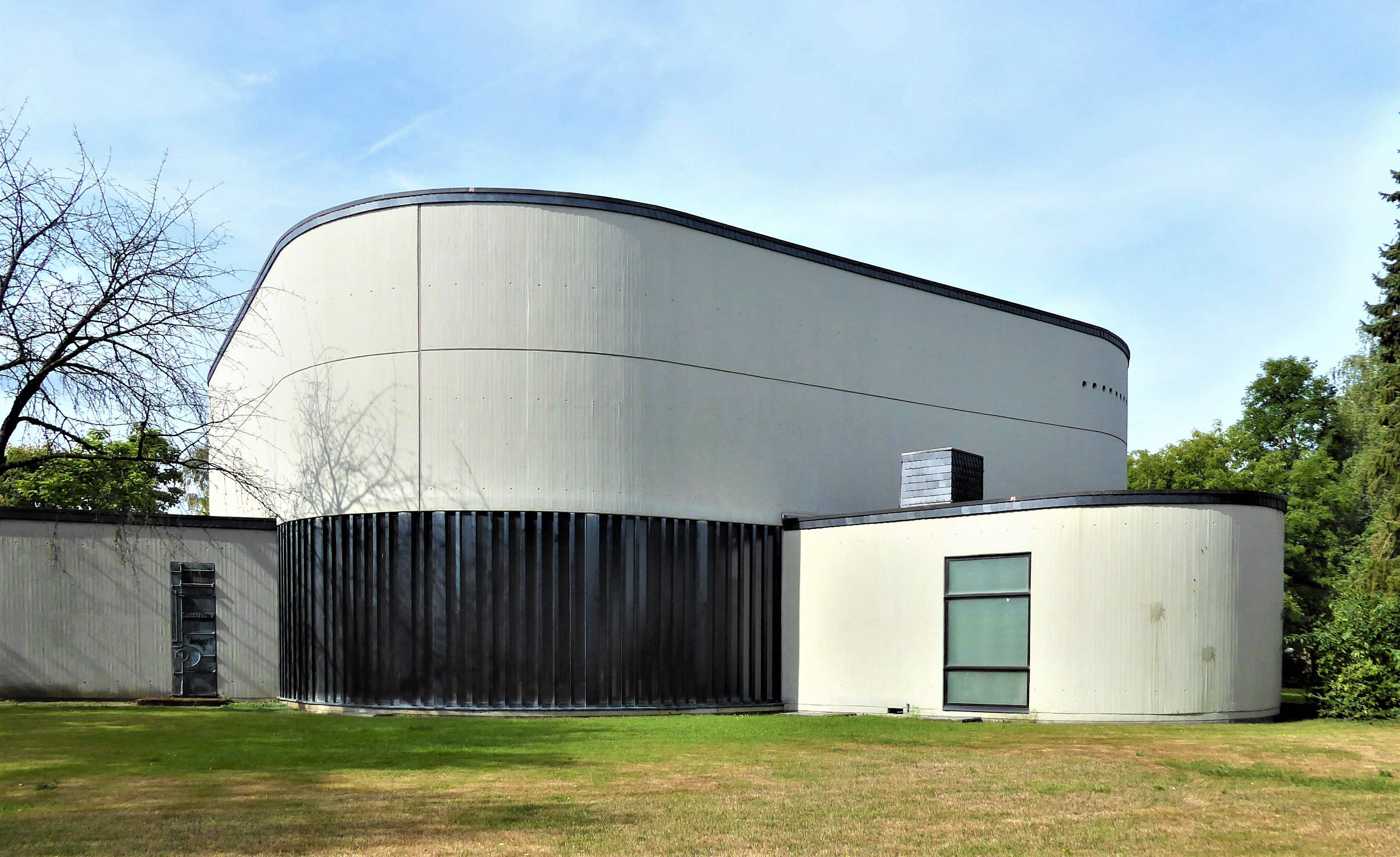
St. Silvester in Neu-Lohn

St. Silvester ist die römisch-katholische Pfarrkirche des Eschweiler Stadtteils Neu-Lohn in der Städteregion Aachen in Nordrhein-Westfalen. Das Kirchenbauwerk dient seit 1972 als Ersatz für die am 11. Dezember 1973 gesprengte alte Pfarrkirche St. Silvester in Lohn, die mit dem gesamten Ort dem Braunkohletagebau Zukunft weichen musste. Nach der Rekultivierung wurde 2002/2003 am Standort der alten Kirche die Gedächtniskapelle Lohn erbaut.

## Geschichte

### Pfarre
Die Neu-Lohner, bis 1972 Lohner Pfarrei wurde bereits im Liber valoris aus der Zeit um 1308 zusammen mit einer Kirche erstmals erwähnt. Lohn war aber vermutlich schon früher eigenständige Pfarrei. Zum Kirchspiel Lohn zählten neben Lohn selbst die Filialgemeinden Erberich, Langendorf, Pützlohn sowie das Rittergut Hausen. Diese Orte mussten wie Lohn selbst dem Tagebau Zukunft weichen. Nur die Filiale Fronhoven wurde nicht vollständig abgebaggert, nur der nördliche Teil mit der Filialkirche St. Josef fiel dem Tagebau zum Opfer. Da der Umsiedlungsort Neu-Lohn südlich an Fronhoven angebaut wurde, befindet er sich nach wie vor auf altem Lohner Pfarrgebiet. 
Heute bildet die Pfarre zusammen mit fünf weiteren Pfarrgemeinden die Gemeinschaft der Gemeinden (GdG) Eschweiler-Nord im Bistum Aachen.

### Kirchengebäude
Die heutige Neu-Lohner Pfarrkirche wurde zwischen 1971 und 1972 nach Plänen des Eschweiler Architekten Heinz Kaldenbach als Rundbau in zeittypischer Sichtbetonbauweise errichtet. Das Gotteshaus liegt etwa 1 km vom alten Kirchenstandort entfernt. Der Grundstein wurde am 31. Dezember 1971, also am Gedenktag des Pfarr- und Kirchenpatrons Papst Silvester I., gelegt. Die Benediktion nahm am 23. Dezember 1972 der Aldenhovener Dechant Wilhelm Klingen vor. Seitdem ist das Gotteshaus auch die neue Pfarrkirche der Lohner Pfarre. Die Konsekration erfolgte erst am 14. Juni 1975 durch den Aachener Bischof Johannes Pohlschneider.

### 50 Jahre Umsiedlung Kirchspiel Lohn

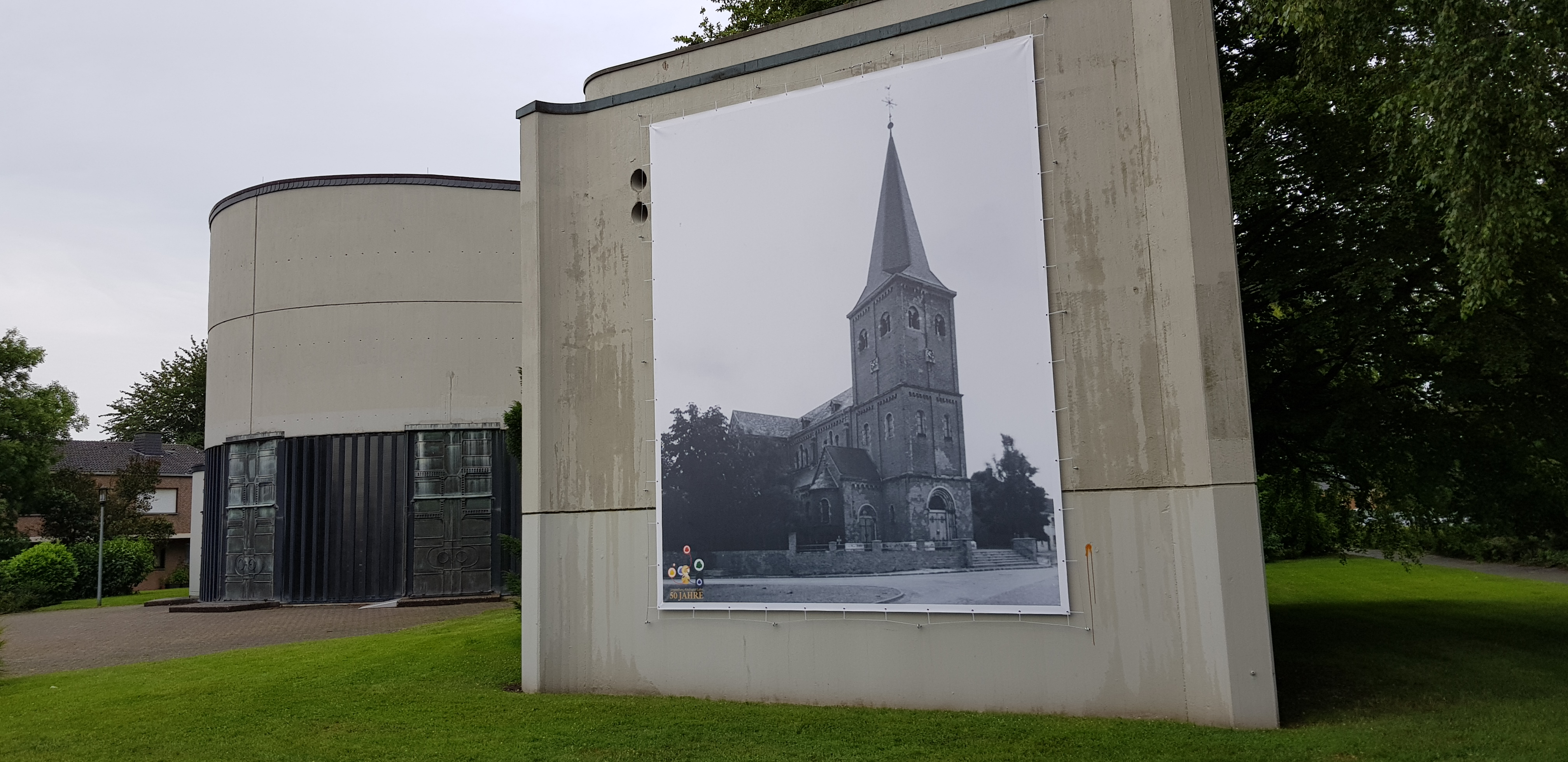
Glockenstuhl mit Plakat

Zum 50-jährigen Jubiläum der Umsiedlung des Kirchspiels Lohn wurde am Glockenstuhl ein Plakat mit dem Aufdruck der alten Pfarrkirche aus Lohn angebracht. Zusätzlich wurde ein weiteres Plakat in der Nähe der alten Filialkirche St. Josef von Fronhoven angebracht.

## Ausstattung
Im Innenraum befindet sich eine moderne Ausstattung aus der Erbauungszeit der Kirche. Nur wenige Ausstattungsstücke aus der alten Lohner Kirche wurden in den Neubau übernommen. Zu erwähnen sind der Volksaltar, das Kreuz und der Tabernakel aus Edelstahlelementen. Sie sind Werke des Würselener Metall-Bildhauers Albert Sous. In der Sakramentskapelle befindet sich ein Missionskreuz, das zur Ausstattung der alten Lohner Kirche gehörte. Der alte Lohner Taufstein befindet sich seit 1996 in der Kirche, zuvor befand er sich seit der Umsiedlung auf dem Neu-Lohner Friedhof und war dort mit Blumen bepflanzt.

## Glocken
Im Glockenstuhl, der sich seit 1977 direkt neben der Kirche befindet, sind drei Bronze-Glocken aufgehängt. Die größte Glocke goss Johannes Mark von der Eifeler Glockengießerei Mark in Brockscheid im Jahr 1976. Sie wurde am 19. März 1977 durch den Aachener Prälaten Erich Stephany geweiht. Die beiden kleineren Glocken wurden aus der alten Lohner Pfarrkirche übernommen. Es sind historische Glocken von Johannes Bourlet aus Jülich von 1679.
| Nr. | Name      | Durchmesser (mm) | Masse (kg, ca.) | Schlagton (HT-1/16) | Gießer                                                   | Gussjahr |
| 1   | Josef     | 1.307            | 1.393           | es' -4              | Johannes Mark, Eifeler Glockengießerei Mark, Brockscheid | 1976     |
| 2   | Silvester | 1.083            | 776             | ges' -4             | Johannes Bourlet, Jülich                                 | 1679     |
| 3   | Maria     | 960              | 550             | as' -3              | Johannes Bourlet, Jülich                                 | 1679     |

Motiv: Te Deum